# Upgrade U
Upgrade U ist ein Hip-Hop-Song von der US-amerikanischen R&B-Sängerin Beyoncé Knowles im Duett mit dem Rapper Jay-Z. Das Lied wurde von Swizz Beatz, Cameron Wallace und Knowles für ihr zweites Studioalbum B’Day produziert. Upgrade U handelt von einer Beziehung zwischen einem Mann und einer Frau. Die Frau möchte, dass ihr Mann sie verwöhnt und sie wie eine Königin behandelt.
Das Lied wurde nur in den USA als Promosingle veröffentlicht. Die meisten Kritiker lobten das Lied. In den Billboard Hot 100 erreichte die Single Platz 59 und Platz 11 in den US Hip-Hop Charts.

## Hintergrund
Upgrade U samplet Betty Wrights Hit Girls Can’t Do What the Guys Do von 1968. Upgrade U wurde von Swizz Beatz, Cameron Wallace und Knowles produziert und in den Sony Music Studios in New York City, New York aufgenommen. Knowles kleine Schwester Solange schrieb das Lied zusammen mit Knowles und Swizz Beatz. Upgrade U ist das zweite Duett auf dem Album mit Jay-Z. T.I. nahm ebenfalls eine Version des Songs auf, diese erschien jedoch nicht auf dem Album und wurde später als Remix-Version veröffentlicht.

## Musikalisches und Inhalt
Upgrade U ist ein Hip-Hop-Song mit Pop-, Soul- und R&B-Einflüssen. Wie die meisten anderen Lieder auf dem Album wurde der Beat mit einem Roland TR-808 Drumcomputer erzeugt. Das Lied beginnt mit einem Dialog zwischen Knowles und Jay-Z. Kurz vor dem Ende des Liedes rapt Jay-Z seinen Vers, danach rappt Beyoncé den Schlussteil des Liedes, bei dem sie die einzelnen Zeilen oftmals wiederholt.
Upgrade U handelt von einer Beziehung zwischen Mann und Frau. Die Frau möchte, dass ihr Mann sie verwöhnt und sie wie eine Königin behandelt. Die Frau sagt, was ihr Mann machen soll und will, dass ihr luxuriöser Mann sie reich beschenkt. Das Lied Suga Mama, auch von B’Day handelt vom selben Thema. Jay-Z und Knowles unterhalten sich über Luxusfirmen und Persönlichkeiten: Audemars Piguet, ein Schweizer Uhrenhersteller; Jacob the Jeweler, ein Celebrity Juwelier; Cartier, ein Juwelier und Uhrenhersteller; Hermès, eine Luxusfirma; Lorraine Schwartz, ein Celebrity Juwelier; Ralph Lauren Purple Label, ein Modedesigner mit seiner Modefirma; Natura Bisse Diamond Cream, eine Diamanten Firma; 6 star pent suites; Die Amalfi Coast, aus Süditalien; Fendi, eine Luxusfirma und The Bloomberg Luxury Accommodation Group.

## Rezeption

### Kritiken
Upgrade U wurde von den meisten Kritikern gelobt. Eb Haynes von Allhiphop bezeichnete das Lied als „das Finale der Bonnie und Clyde, Ride or Die Serie“. „Durch Bees Ausstrahlung und Gesang wird Upgrade U viele zum heißen Sex bringen“, so Haynes weiter. Chris Williams von der Washington Post beschrieb das Lied als eine Reflexion des „kaufbare-Liebe-Lifestyles“. Andy Kellman von Allmusic bezeichnete Upgrade U als den „heißesten Song des Albums“. Tim Finney von Pitchfork Media bezeichnete ihn als „kitschigen“ Song. Mike Joseph von Popmatters ist der Ansicht, dass Upgrade U nicht durch den Gesang von Knowles, sondern durch die Chemie zwischen Knowles und Jay-Z wirkt. Sal Cinquemani vom Slant Magazine fand, dass „Upgrade U genauso gut ein Destiny’s Child Song sein könnte“.
Bernard Zuel von The Sydney Morning Herald bezeichnete den Song als „heißesten Hip Hop“. Phil Harrison von Timeout kommentierte, dass „die Hörer nur an Sex denken werden sowie an eine Bee die für sie tanzt und alles noch heißer, sexueller und erotischer macht“. Carolyn Davis von US Weekly nannte Upgrade U einen „kitschigen Song, bei dem Beyoncé und Jay-Z ihr Luxus- und Sexleben besprechen“.

### Preise
Upgrade U war in der Kategorie Best Duet/ Collaboration der BET Awards 2007 nominiert, konnte sich jedoch nicht gegen Runaway Love von Ludacris feat. Mary J. Blige durchsetzen.

## Kommerzieller Erfolg

### Chartplatzierungen
Noch vor der eigentlichen Veröffentlichung wurde Upgrade U bereits in R&B- und Hip-Hop-Radiostationen in den USA gespielt. Da die Billboard Hot 100 unter anderem auch Airplay bewerten, konnte der Song am 9. November 2006 auf Platz 92 in diesen Charts einsteigen. Upgrade U wurde anschließend am 27. November 2006 als Promosingle veröffentlicht, wodurch er bis auf Platz 59 der Billboard Hot 100 steigen konnte und insgesamt 18 Wochen in diesen Charts verblieb.
| ChartsChartplatzierungen       | Höchstplatzierung | Wochen |
| ------------------------------ | ----------------- | ------ |
| Vereinigte Staaten (Billboard) | 59 (18 Wo.)       | 18     |

### Auszeichnungen für Musikverkäufe
| Land/Region                  | Auszeichnungen für Musikverkäufe (Land/Region, Auszeichnung, Verkäufe) | Verkäufe  |
| ---------------------------- | ---------------------------------------------------------------------- | --------- |
| Australien (ARIA)            | Platin                                                                 | 70.000    |
| Kanada (MC)                  | Gold                                                                   | 40.000    |
| Neuseeland (RMNZ)            | Gold                                                                   | 15.000    |
| Vereinigte Staaten (RIAA)    | 2× Platin                                                              | 2.000.000 |
| Vereinigtes Königreich (BPI) | Silber                                                                 | 200.000   |
| Insgesamt                    | 1× Silber · 2× Gold · 3× Platin ·                                      | 2.325.000 |

Hauptartikel: Beyoncé/Auszeichnungen für Musikverkäufe

## Musikvideo
Das Musikvideo zu Upgrade U wurde gleichzeitig mit dem B’Day Anthology Video Album gedreht. Regie führten Melina und Beyoncé: Das Musikvideo wurde zwischen Kitty Kat und Green Light innerhalb von 1 1/2 Tagen gedreht. Jay-Z nahm die Rap-Szenen in einem anderen Studio als Beyoncé auf. Im Musikvideo verkleidet sich Beyoncé in einigen Szenen als Jay-Z und beginnt zu rappen. Sie hatte in der Szene Hip-Hop-Kleidung an, trägt eine Sonnenbrille und hat die Haare nach hinten gelegt. Sie sitzt in dieser Szene auf einem Thron und führt typische Hip-Hop-Bewegungen vor. Knowles kommentierte später, dass sie aus ihrem Charakter herauswollte und einen Rapper imitieren möchte. Später sitzt Beyoncé auf einem Rolls-Royce und singt weiter. Anschließend tanzt sie in einigen Szenen in einem Goldenen Mini-Kleid in einer Gruppe von männlichen, nur mit einem Slip bekleideten Tänzern. Danach folgt die angesprochene Imitation von Jay-Z, in der Beyoncé rappt. Jay-Z führt danach den Rap fort.
Das Musikvideo hatte seine Premiere am 28. Februar 2007 auf BETs 106 & Park – am selben Tag wie Knowles anderes Musikvideo zu Beautiful Liar im Duett mit Shakira, auf TRL.